# Eidgenössische Volksinitiative «Familieninitiative: Steuerabzüge auch für Eltern, die ihre Kinder selber betreuen»
Die eidgenössische Volksinitiative «Familieninitiative: Steuerabzüge auch für Eltern, die ihre Kinder selber betreuen» war eine Volksinitiative der Schweizerischen Volkspartei.
Anlass der Initiative war die am 25. September 2009 von der Bundesversammlung verabschiedete Vorlage «Steuerliche Entlastung von Familien mit Kindern». Diese Vorlage führte einen zusätzlichen Steuerabzug für die Fremdbetreuung eines Kindes ein (bei der direkten Bundessteuer bis zu 10 000 Schweizer Franken pro Kind bis 14 Jahren, der Höchstbetrag für die kantonalen Steuern wird von den Kantonen festgesetzt).
Am 2. Dezember 2009 beschloss der Zentralvorstand der SVP Schweiz die Lancierung einer Initiative, die verlangte, dass Eltern, die ihre Kinder selber betreuen, von einem mindestens gleich hohen Steuerabzug profitieren. Nachdem die Delegiertenversammlung diesen Entscheid sanktioniert hatte, wurde die Initiative am 18. Dezember 2009 eingereicht und am 26. Januar 2010 von der Bundeskanzlei im Bundesblatt publiziert. Somit lief die Sammelfrist am 26. Juli 2011 ab. Am 24. November 2013 wurde sie in einer Volksabstimmung mit einem Neinstimmenanteil von 58,5 % verworfen. Das Ständemehr wurde deutlich verfehlt: 20½ Stände lehnten die Initiative ab. In 2½  Ständen wurde die Initiative angenommen (Uri, Schwyz, Appenzell Innerrhoden).
Die Initiative wurde von der CVP, der FDP und der SP abgelehnt. Unterstützt wurde sie von der SVP und der EDU.

## Initiativtext
Die Bundesverfassung vom 18. April 1999 wird wie folgt geändert:
Art. 129 Abs. 4 (neu)
Eltern, die ihre Kinder selber betreuen, muss für die Kinderbetreuung ein mindestens gleich hoher Steuerabzug gewährt werden wie Eltern, die ihre Kinder fremd betreuen lassen.